# Polimixina

Colistina

Polimixina B (R=H é polimixina B1, R=CH_{3} é polimixina B2)

Polimixinas são antibióticos com uma estrutura genética constituída de um peptídeo cíclico com uma longa cauda hidrofóbica. Elas quebram a estrutura da membrana celular bacteriana ao interagir com seus fosfolípidos. Eles são produzidos por sistemas de sintase de peptídeos não-ribossômicos em bactérias Gram-positivas como a Paenibacillus polymyxa e são seletivamente tóxicas a bactérias Gram-negativas devido à sua especificidade pelas moléculas de lipopolissacarídeo que existem nas membranas externas das Gram-negativas.
Polimixinas B e E (também conhecidas como colistinas) são usadas no tratamento de infecções bacterianas do tipo Gram-negativo. O problema global de resistência antimicróbica crescente levou ao interesse em seu uso recentemente.
A polimixina M é também conhecida como "mattacin". AS bactérias Gram-negativas podem desenvolver resistência às polimixinas por meio de várias modificações de suas estruturas lipopolissacarídeas que inibem a aderência das polimixinas ao lipopolissacarídeo.

## Uso clínico
Antibióticos de polimixina são relativamente neurotóxicos e nefrotóxicos e são geralmente usadas apenas como um último recurso no caso de antibióticos modernos serem ineficazes ou contraindicados. Usos típicos são em infecções causadas por cepas de Pseudomonas aeruginosa resistentes a várias drogas ou Enterobacteriaceae produtoras de carbapenemases.
Polimixinas não são absorvidas no trato gastrointestinal, e, portanto, outra via de administração deve ser escolhida, como parenteral ou por inalação. Elas têm menos efeito em organismos Gram-positivos, e são às vezes combinados com outros agentes (como Trimetoprim/polimixina) para aumentar o espectro de eficácia.

## Uso em pesquisas biomédicas
Polimixinas são usadas para neutralizar ou absorver amostras contaminantes de lipopolissacarídeos que devem ser usadas em experimentos imunológicos, por exemplo. Minimação da contaminação lipopolissacarídea pode ser importante o lipopolissacarídeo pode evocar fortes reações de células imunológicas e, portanto, distorcer resultados experimentais.
Por aumentar a permeabilidade do sistema de membranas bacteriais, a polimixina também é usada em trabalhos clínicos para aumentar a liberação de toxinas secretadas, como a toxina Shiga da Escherichia coli.

## Leitura complementar
- Giuliani A, Pirri G, Nicoletto S (2007). «Antimicrobial peptides: an overview of a promising class of therapeutics». Cent. Eur. J. Biol. 2 (1): 1–33. doi:10.2478/s11535-007-0010-5
- Pirri G, Giuliani A, Nicoletto S, Pizutto L, Rinaldi A (2009). «Lipopeptides as anti-infectives: a practical perspective». Cent. Eur. J. Biol. 4 (3): 258–273. doi:10.2478/s11535-009-0031-3